# Sværvægt
Sværvægt er en af de klassiske vægtklasser, og var oprindeligt betegnelsen for den tungeste af alle vægtklasserne inden for boksesporten. Sværvægtsklassen lå placeret over letsværvægt.
I amatørboksningen indførtes imidlertid i 1981 - og bokset første gang ved OL i 1984 - en klasse over sværvægt benævnt super-sværvægt. I amatørboksning er sværvægt derfor i dag defineret som over letsværvægt (over 81 kilogram) og op til 91 kg, der er grænsen for super-sværvægt. Sværvægt er således ikke længere den tungeste vægtklasse i amatørboksning.
I professionel boksning er sværvægt fortsat den tungeste vægtklasse. I professionel boksning er der dog siden 1983 indført klassen cruiservægt mellem letsværvægt og sværvægt. Oprindeligt var grænsen mellem cruiservægt og sværvægt 190 engelske pund (86,16 kg), men grænsen blev senere hævet til 200 engelske pund (90,719 kg). Amatørernes sværvægt svarer således stort set til de professionelles cruiservægt, og de professionelles sværvægt svarer stort set til amatørernes super-sværvægt. 
For kvindeboksning gælder andre definitioner end i mandeboksning. I kvindeboksning for amatører er sværvægt defineret som over 80 kg. For professionelle kvinder er grænsen den "klassiske" grænse på 175 engelske pund (79,380 kg), der var gældende for mænd indtil indførelsen af cruiservægt.
Sværvægt benyttes også som vægtklasse i andre sportsgrene end boksning, men har da andre definitioner. 
Da sværvægtsklassen har talt de største og tungeste boksere, har klassen altid tiltrukket sig særlig opmærksomhed blandt publikum. En lang række boksere har gennem tiderene kaldt sig verdensmestre i sværvægtsboksning, men først i 1882 opnåedes generel anerkendelse af én verdensmester i klassen, amerikaneren John L. Sullivan, der dog ikke boksede under Queensberryreglerne. Den første verdensmester i sværvægtsboksning under Quensberryreglerne var amerikaneren James J. Corbett. 

## Olympiske mestre i sværvægt
- 1904 –  Samuel Berger
- 1908 –  Albert Oldman
- 1920 –  Ronald Rawson
- 1924 –  Otto von Porat
- 1928 –  Arturo Rodríguez
- 1932 –  Santiago Lovell
- 1936 –  Herbert Runge
- 1948 –  Rafael Iglesias
- 1952 –  Ed Sanders
- 1956 –  Pete Rademacher
- 1960 –  Franco De Piccoli
- 1964 –  Joe Frazier
- 1968 –  George Foreman
- 1972 –  Teófilo Stevenson
- 1976 –  Teófilo Stevenson
- 1980 –  Teófilo Stevenson
- 1984 –  Henry Tillman
- 1988 –  Ray Mercer
- 1992 –  Félix Savón
- 1996 –  Félix Savón
- 2000 –  Félix Savón
- 2004 –  Odlanier Solis Fonte
- 2008 –  Rakhim Chakhkiev
- 2012 –  Oleksandr Usyk
- 2016 –  Evgeny Tishchenko